# Дорожные небылицы
«Дорожные небылицы» (англ. Roadside Prophets) — американский кинофильм 1992 года режиссёра Эбби Вула.
В главных ролях рок-музыканты Джон Доу из рок-группы «X» и Адам Горовиц из «Beastie Boys». Фильм также отмечен камео Тимоти Лири, Арло Гатри, Дика Руда.

## Сюжет
Джо Мозли отправляется на мотоцикле в город Эльдорадо, Невада, чтобы выполнить просьбу своего покойного друга. По дороге байкеру, путешествующему вместе с урной праха, попадаются множество странных персонажей, один из которых — Сэм — начинает преследовать его…
Это спокойный фильм, с долей своеобразного юмора, собравший в себе несколько штампов и стереотипов: роуд-муви — по жанру; двое несхожих характерами людей, вынужденных путешествовать вместе — по сюжету; внутренние поиски себя, чтобы избавиться от демонов прошлого — по эмоциональному настрою; столкновения с необычными незнакомцами — жанр боевика.
Фильм навевает множество аллюзий на более ранние фильмы — от «Easy Rider» до «Pray for Rain».
В небольших, эпизодических ролях и камео снялись Тимоти Лири, Арло Гатри, Дэвид Кэррадайн и Джон Кьюсак.

## В ролях
- Джон Доу — Джо Мозли
- Дэвид Энтони Маршалл — Дейв Колман
- Джудит Турман — стриптизерша
- Бифф Игер — бармен
- Сонна Чавез — Энджи Эбботт
- Адам Горовитц — Сэм
- Эрика Роджерс — домохозяйка
- Арло Гатри — Харви
- Тимоти Лири — Сальвадор
- Дон Чидл — менеджер
- Джон Кьюсак — Каспер
- Дэвид Кэррадайн — Отелло Джонс